# Girl's Talk
《Girl's Talk》（日語：ガールズトーク）是KARA在日本第一彈原作專輯。2010年11月24日由UNIVERSAL SIGMA發售。

## 概要
- 出道单曲「Mister」，先行单曲「Jumping」的收录曲目及韩语歌曲「Lupin」的日语版「ルパン (Lupin)」等在内的全10曲构成的。
- 初回盘A、B、C、通常盘四种形态销售。初回盘A、B、C各自封面不同，通常盘与初回盘C一样的东西被使用着。
- 发售首周10.7万张的销量，2010年12月6日Oricon周间专辑排行榜第2位。2004年3月15日的女子十二乐坊《辉煌～Shining Energy》（首周销量11.8万张）以来，除日本以外的亚洲的女性作为小组6年9个月之久的记录。
- 2011年1月17日至2011年2月14日为止的Oricon周间专辑排行榜中，海外作为组合O-ZONE的《DISCO - ZONE～恋爱的マイアヒ》（2005年3月发售）以来，时隔5年5个月的5周连续TOP 5位完成了。另外，2011年2月14日累计销售额31.3万张，成为死亡红茶需求及儿童的《Numberワンズ》2005年11 / 21付记录以来，时隔5年3个月的海外女性小组的专辑的实际销量突破30万张。
- “RecoChoku 2011年上半年排行榜”中，音乐下载（专辑）排行榜获得了第2位。
- 2011年2月11日至2月14日连续ORICON专辑每日排行榜第1位的记录。

## 版本
- 【初回盘A】CD+DVD
- 【初回盘B】CD+Photo Book
- 【初回盘C】CD ボーナストラック
- 【通常盘】CD

## 收錄曲

### CD
1. Jumping（日語：ジャンピン） [2:59]
日本2nd單曲
富士電視台系『めざましどようび』主題曲
『au Smart Sports Run&Walk』音樂合作歌曲
  - 作詞：Song Soo Yoon  ・ 日本语词：Natsumi Watanabe、作曲：Han Jae-Ho / Kim Seung Soo、编曲：Han Jae-Ho / Kim Seung Soo
2. Mister（日語：ミスター） [3:14]
日本1st單曲
  - 作詞：Song Soo Yoon ・ 日本语词：Natsumi Watanabe / PA-NON、作曲：Han Jae Ho / Kim Seung Soo、编曲：Han Jae Ho / Kim Seung Soo
3. Baby I Need You（日語：ベイビー・アイ・ニード・ユー） [3:46]
  - 作詞：Natsumi Watanabe、作曲：ArmySlick
4. Sweet Days（日語：スウィートデイズ） [3:30]
  - 作詞：Song Soo Yoon ・ 日本语词：Hwang Hyeon / Kaori Moriwaka、作曲：Song Soo Yoon
5. SOS [4:44]
KARA主演電視劇『URAKARA』(東京電視台系)主題曲
ロッテ『ガーナミルクチョコレート』（バレンタイン篇2011）CM歌曲
  - 作詞：Shoko Fujibayashi、作曲：Jam9/ArmySlick
6. Love Is（日語：ラブ・イズ） [3:27]
  - 作詞：Song Soo Yoon ・ 日本语词：Narumi、作曲：Han Jae-Ho / Kim Seung Soo、编曲：Han Jae-Ho / Kim Seung Soo
7. Binks（日語：ビンクス） [3:15]
  - 作詞：Song Soo Yoon ・ 日本语词：PA-NON、作曲：Han Jae-Ho / Kim Seung Soo、编曲：Han Jae-Ho / Kim Seung Soo
8. Umbrella（日語：アンブレラ） [3:47]
日本出道單曲的c/w曲
  - 作詞：Song Soo Yoon / Han Jae-Ho / Kim Seung Soo ・ 日本语词：Natsumi Watanabe、作曲：Han Jae-Ho / Kim Seung Soo、编曲：Han Jae-Ho / Kim Seung Soo
9. Burn（日語：バーン） [3:32]
日本2nd單曲的c/w曲
  - 作詞：Song Soo Yoon / Han Jae-Ho / Kim Seung Soo ・ 日本语词：Kenn Kato、作曲：Han Jae-Ho / Kim Seung Soo、编曲：Han Jae-Ho / Kim Seung Soo
10. Lupin（日語：ルパン） [3:12]
  - 作詞：Song Soo Yoon / Han Jae-Ho / Kim Seung Soo ・ 日本语词：Natsumi Watanabe、作曲：Han Jae-Ho / Kim Seung Soo、编曲：Han Jae-Ho / Kim Seung Soo
11. Sweet Days (Korean Version)（日語：スウィートデイズ (オリジナル・韓国語バージョン)）[3:30] 只限于初回盤C收錄
  - 作詞：Song Soo Yoon、作曲：Song Soo Yoon、编曲：Song Soo Yoon
12. Love Is (Korean Version)（日語：ラブ・イズ (オリジナル・韓国語バージョン)）[3:27] 只限于初回盤C收錄
  - 作詞：Song Soo Yoon 、作曲：Han Jae-Ho / Kim Seung Soo、编曲：Han Jae-Ho / Kim Seung Soo
13. Binks (Korean Version)（日語：ビンクス (オリジナル・韓国語バージョン)）[3:14] 只限于初回盤C收錄
  - 作詞：Song Soo Yoon 、作曲：Han Jae-Ho / Kim Seung Soo、编曲：Han Jae-Ho / Kim Seung Soo

### DVD
- 只限于初回盤A收錄

1. Jumping (Music Clip -au Smart Sports ver.-)（日語：ジャンピン (Music Clip -au Smart Sports ver.-)）
2. Jumping (Music Clip -au Smart Sports ver.- Making of)（日語：ジャンピン (Music Clip -au Smart Sports ver.- メイキング)）
3. アートワーク撮影オフショット

### 写真集
- 只限于初回盤B收錄

1. 28P Photo Book （日语：28Pフォトブック）